# Hans Nehry
Hans Nehry (* 27. April 1861 in Perleberg als Johannes Friedrich Theodor Nehry; † 16. Mai 1899 in Halle (Saale)) war ein deutscher Gymnasiallehrer und Autor, der neben der Herausgabe von mehreren französischen Schulbüchern vor allem durch seinen Zitatenschatz Bekanntheit erlangte.

## Leben und Wirken

Kartengruß von Dr. Nehry an zwei seiner Schülerinnen

Er war der Sohn Julius’ von Hermann Nehry. Nach der Versetzung seines Vaters nach Neuruppin wuchs er dort und ab 1867 in Aschersleben in der preußischen Provinz Sachsen auf, wo sein Vater Rektor der Töchterschule wurde. In Aschersleben besuchte er die Realschule erster Ordnung und studierte im Anschluss neuere Sprachen und promovierte zum Dr. phil. Am 11. August 1882 promovierte er an der Universität Berlin zum Dr. phil. Das Thema seiner Dissertation lautete  Über den Gebrauch des absoluten Casus obliquus des altfranzösischen Substantivs.
1888 heiratete er in Oostdongeradeel in den Niederlanden die zwei Jahre jüngere Henriette Kornelia geborene Ruring, mit der er zwei Söhne hatte.
Er war zuletzt als Gymnasialoberlehrer u. a. an der höheren Schule für Mädchen in Leipzig und in Braunschweig tätig. Aufgrund eines Nervenleidens musste er sich in eine Klinik begeben, wo er im Alter von 38 Jahren starb.

## Schriften (Auswahl)
- Über den Gebrauch des absoluten Casus obliquus des altfranzösischen Substantivs. Berlin 1882. Nachdruck 2017.
- Citatenschatz – Geflügelte Worte, Sprichwörter und Sentenzen, Auf Grund von Deutschners internationalem Citatenschatz vollständig neu bearbeitet. Grunow, Leipzig 1889.
- Chez nous. Nouvelles jurassiennes par T. Combe. Für den Schulgebrauch herausgegeben von Dr. Hans Nehry. Mit Wörterbuch. 1894.
- Zitatenschatz – Geflügelte Worte und andre denkwürdige Aussprüche aus Geschichte und Literatur. 2., vermehrte und verbesserte Auflage, Grunow, Leipzig 1895.
- L'Abbe Constantin par Ludovic Halévy. Für den Schulgebrauch. 2. Aufl., Kühtmann 1904.